# Beresela
Beresela is een bestuurslaag in het regentschap Gianyar van de provincie Bali, Indonesië. Beresela telt 2417 inwoners (volkstelling 2010).